# Cantuaria cognatus
Cantuaria cognatus är en spindelart som beskrevs av Forster 1968. Cantuaria cognatus ingår i släktet Cantuaria och familjen Idiopidae. Inga underarter finns listade.